# 單提馬
單提馬，象棋術語，紅方和黑方都有單提馬，下法各有不同。

## 紅方（先行方）的單提馬
紅方的單提馬是指開局階段紅方走馬二進一或馬八進九。
| 紅方單提馬（一）1. 㐷二進一 | 紅方單提馬（二）1. 㐷八進九 |

## 黑方（後行方）的單提馬
黑方的單提馬是四大佈局中的一個，是應對中炮局的佈局，是一馬進三、七路，另一馬為邊馬（或是不移動馬）的佈局，進三、七路的馬，主要是為了要保護五路的中兵。
以下黑方下的即為單提馬：
1. 炮二平五 馬２進３
2. 馬二進三 馬８進９

以下局面亦可称为单提马：
1. 炮二平五 马２进３
2. （任意着法）车９进１

| 黑方單提馬（一）1. 炮二平五 馬２進３ 2. 馬二進三 馬８進９ | 黑方單提馬（二）1. 炮二平五 马２进３ 2. 马二进三 车９进１ |

單提馬的優點是子力靈活，但對中兵的保護效果不足，比屏風馬要弱。